# Rietz (Oostenrijk)
Rietz is een gemeente in het district Imst van de Oostenrijkse deelstaat Tirol.
Rietz ligt in het Oberinntal, ongeveer dertig km ten westen van Innsbruck, tussen Telfs en Imst. De gemeente reikt van de Inn tot de 2884 m hoge berg Rietzer Grieskogel in de Stubaier Alpen. Het ruimgebouwde hoofddorp ligt aan de oostgrens van het district Imst. Ten noorden van de Inn, in het grensgebied met de gemeente Mieming, ligt een beschermd natuurgebied. Tot de gemeente behoren de dorpskernen Bichl, Buchen, Stille, Holzleiten, Dürre, Dorf, Unterdorf, Platzl, Wegscheide, Schlappach en Stagglhof.
De plaatsnaam Rietz stamt waarschijnlijk uit het Illyrisch. Rietz werd voor het eerst officieel genoemd in 1264 en is een zelfstandige gemeente sinds 1325.
Landbouw is in het dorp door de bodemgesteldheid slechts beperkt mogelijk. De gemeente legt zich daarom toe op het toerisme. Daarnaast bevinden zich enkele bedrijven in het dorp, waaronder een regionaal centrum van de handelsketen Hofer. Het grootste deel van de bevolking werkt echter in de grotere omliggende steden. Rietz is via de afrit Telfs-West via de Inntal Autobahn en via de Arlbergspoorlijn bereikbaar. De Rietzer Straße (L285) sluit het dorp aan op de Tiroler Straße (B171).